# Волчья (приток Самары)
Волчья (укр. Вовча) — река на Украине, протекает по территории Донецкой и Днепропетровской областей, левый приток реки Самары.
Длина реки — 323 км, площадь водосборного бассейна — 13 300 км². На реке расположен город Павлоград, посёлки городского типа Васильковка, Покровское. Впадает в Самару в Кочережском лесу Павлоградского района.

## Самара и Волчья

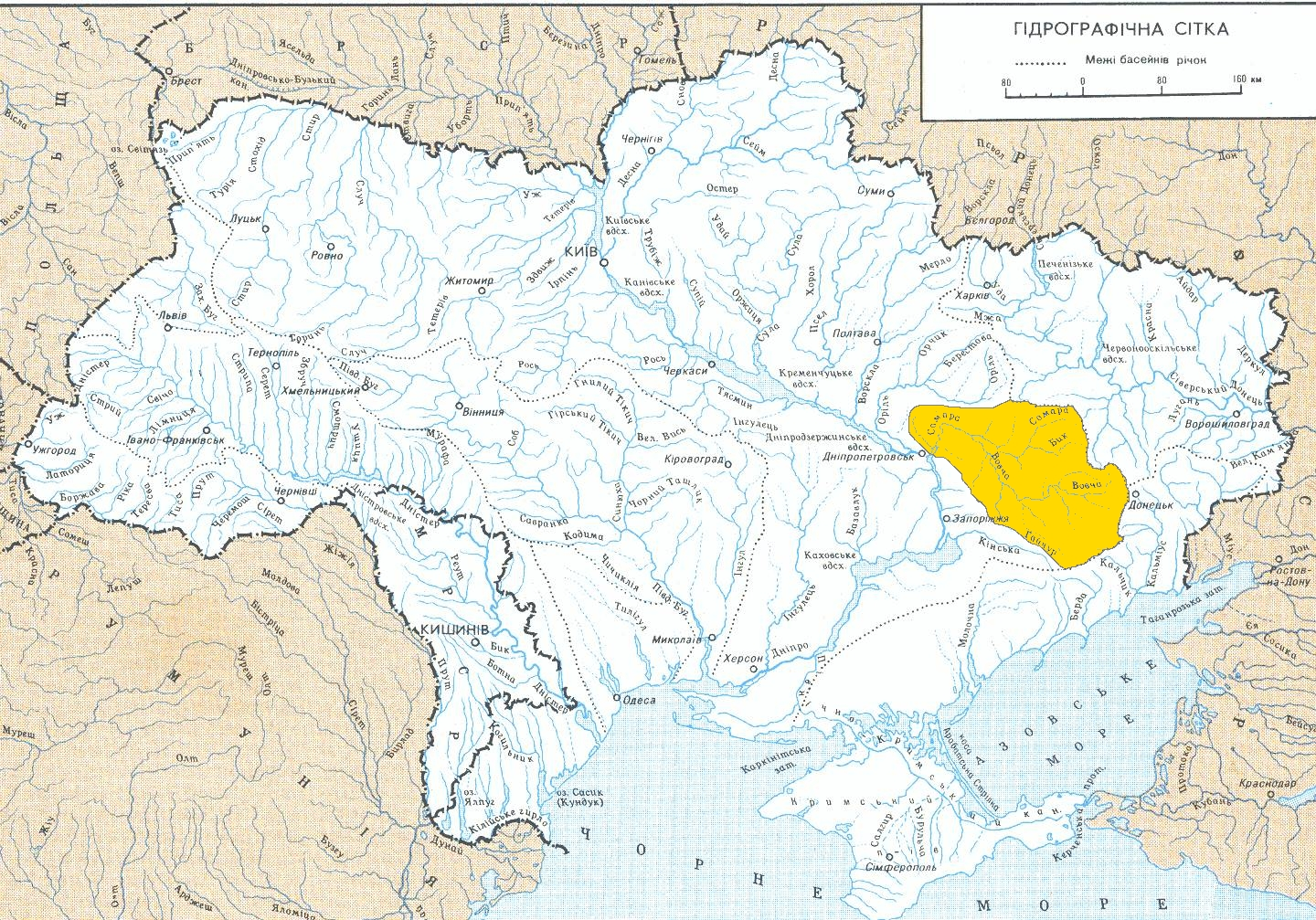
Бассейн реки Самара

Существует полемичная (не являющаяся общепризнанной) точка зрения насчёт правомерности применения названия Самара к участку от впадения Волчьи до устья. С точки зрения гидрологии принято считать, что менее полноводные реки (притоки) впадают в более полноводные. Ситуация такова, что в месте слияния Самары и Волчьей расход воды в Волчьей превышает расход воды в Самаре. Таким образом, Волчья более полноводна, в связи с чем можно считать, что не Волчья впадает в Самару, а Самара в Волчью, которая, в свою очередь, далее впадает в Днепр.

## Притоки
- Березнеговатая
- Верхняя Терса
- Вороная
- Гайчур
- Малая Терса
- Сухие Ялы
- Мокрые Ялы
- Солёная

## Гидроним
Происхождение названия окончательно не доказано, существует несколько гипотез.
Одна из них выводит её от волока. В прошлом из Днепра через р. Самару и её приток р. Волчью и далее волоком до р. Кальмиус, а по ней уже до Азовского моря водили челны, барки, струги.
Существует ещё одно объяснение названию, а именно: в XII веке на берегах этой реки жила половецкая орда, называвшаяся Бурчевичи (от тюркского «волчья»). Своими покровителями (тотем) орда считала степных волков. Может быть, река получила своё название от этой орды, а уже затем наименование приобрело другое семантическое значение.
Ещё одна легенда известна от жителей Васильковского района Днепропетровской области: однажды беременная волчица стала рыть себе логово, и, копая, попала на подземный источник. Вода пошла на поверхность, и появилась река.